# فرانك كريستي
فرانك كريستي (بالإنجليزية: Frank Christie)‏ (17 ديسمبر 1927 في المملكة المتحدة - 1 يناير 1996 ببيرث في المملكة المتحدة) هو مدرب كرة قدم ولاعب كرة قدم بريطاني في مركز نصف الجناح. لعب مع نادي ليفربول ونادي إيست فيف وفورفار أثلتيك ‏.